# Mokolo
Mokolo è il capoluogo del dipartimento di Mayo-Tsanaga, nella Regione dell'Estremo Nord in Camerun.